# Pieris wollastoni
Pieris wollastoni is een vlinder uit de familie witjes. De wetenschappelijke naam is voor het eerst geldig gepubliceerd in 1886 door Butler.
De soort komt endemisch voor op het Europese eiland Madeira. De soort is sinds de late jaren 70 niet meer gezien en wordt als mogelijk uitgestorven beschouwd.
De soort wordt door sommige auteurs beschouwd als een ondersoort van Pieris brassicae
1. ↑  (en) Pieris wollastoni op de IUCN Red List of Threatened Species.